# Artur Mikołajczewski
Artur Mikołajczewski (Inowrocław, 27 de junio de 1990) es un deportista polaco que compite en remo.
Ganó dos medallas en el Campeonato Mundial de Remo, en los años 2012 y 2023, y dos medallas en el Campeonato Europeo de Remo, en los años 2019 y 2021. Además, obtuvo una medalla de oro en el Campeonato Mundial de Remo en Sala de 2018.
Participó en dos Juegos Olímpicos de Verano, ocupando el sexto lugar en Río de Janeiro 2016 y el octavo en Tokio 2020, en la prueba de doble scull ligero.

## Palmarés internacional
| Campeonato Mundial | Campeonato Mundial | Campeonato Mundial | Campeonato Mundial      |
| Año                | Lugar              | Medalla            | Prueba                  |
| ------------------ | ------------------ | ------------------ | ----------------------- |
| 2012               | Plovdiv (Bulgaria) | Medalla de oro     | Cuatro scull ligero     |
| 2023               | Belgrado (Serbia)  | Medalla de bronce  | Scull individual ligero |
| Campeonato Europeo |                    |                    |                         |
| Año                | Lugar              | Medalla            | Prueba                  |
| 2019               | Lucerna (Suiza)    | Medalla de plata   | Scull individual ligero |
| 2021               | Varese (Italia)    | Medalla de bronce  | Scull individual ligero |

| Campeonato Mundial | Campeonato Mundial          | Campeonato Mundial | Campeonato Mundial |
| Año                | Lugar                       | Medalla            | Prueba             |
| ------------------ | --------------------------- | ------------------ | ------------------ |
| 2018               | Alexandria (Estados Unidos) | Medalla de oro     | Ligero 2000 m      |